# GREEN MAN
「GREEN MAN」（グリーン・マン）は1997年リリースのポケットビスケッツの4枚目のシングル。

## 解説
1stアルバム『Colorful』からの先行発売（シングルカット）された曲。いくつかの候補曲があったが、最終的にリーダーのテル（内村光良）が「（デビュー・シングル）Rapturous Blueのように初心に帰る」という思いからこの曲に決めた。ウド当人は不安とプレッシャーに始め拒んでいたが、千秋がテルの思いに賛同した結果、悩んだ末にウドも決心した。
出荷枚数は52万枚。売上枚数は18万7110枚（オリコン調べ）。
- 1997年7月4日付のオリコンチャートで初登場3位を記録、ウドは番組内で感涙した。
- 順位発表の前、テルから自主的に「50位以内に入らなかったら解散、20位以内に入らなかったらウドをココリコの田中直樹と交代」という条件が出されたが免れた。
- リードボーカルと作詞はウドが務めている。なお、歌詞の一部はウドの実体験を元にしている。
- 共同ではあるがテルが作曲を手掛ける。
- テルと千秋は前作までのシングルが2作連続でミリオンヒットだったため失敗作だと口にしていたが、ブラックビスケッツが口ごもったほどライブで盛り上がる楽曲である。
- それまでに発売されたポケットビスケッツのCDシングルのジャケット写真では、ウドの扱いが酷く、遠くに小さくボヤけて写っていたり、そっぽを向いていたため、今作ではウドをメインにアップで撮ろうと進められていた。しかしテルの提案により、ウドがピンボケになるほど極端に接近して撮影された。そのため今作のジャケット写真ではウドがピンボケな上に切れており、後方にいる千秋とテルにピントが合っている。
- 千秋はコーラス、ライブの際にテルはサビ部分でレスポンスを担当している。
- ポケットビスケッツとして山形に凱旋した際に、ウドは歌詞にも登場する母親の前で歌唱している[2]。
- パッパラー河合は「ウドのボーカル曲はそのうち注文が来るだろうなとは思ってたけど、まさかシングルカットとは思っていなかった」と語っており、河合が4作目に考えていたのは1stアルバム『Colorful』の1曲目に収録された千秋ボーカルの「Pink Princess」であった。

## 収録曲
1. GREEN MAN
作詞：UDO&ポケットビスケッツ、作曲：TERU&パッパラー河合、編曲：パッパラー河合
2. GREEN MAN（ORIGINAL KARAOKE）
作曲：TERU&パッパラー河合、編曲：パッパラー河合

## 収録アルバム
- Colorful(#1)
- スーパー・ベスト(#1)
- THANKS(#1)
- THANKS 20th Edition 〜Pocket Biscuits Single Collection+(#1)